# Orličky
Orličky (en allemand : Adlerdörfel) est une commune du district d'Ústí nad Orlicí, dans la région de Pardubice, en République tchèque. Sa population s'élevait à 267 habitants en 2024.

## Géographie
Orličky se trouve à 6 km à l'est de Jablonné nad Orlicí, à 22 km à l'est-nord-est d'Ústí nad Orlicí, à 65 km à l'est de Pardubice et à 161 km à l'est de Prague.

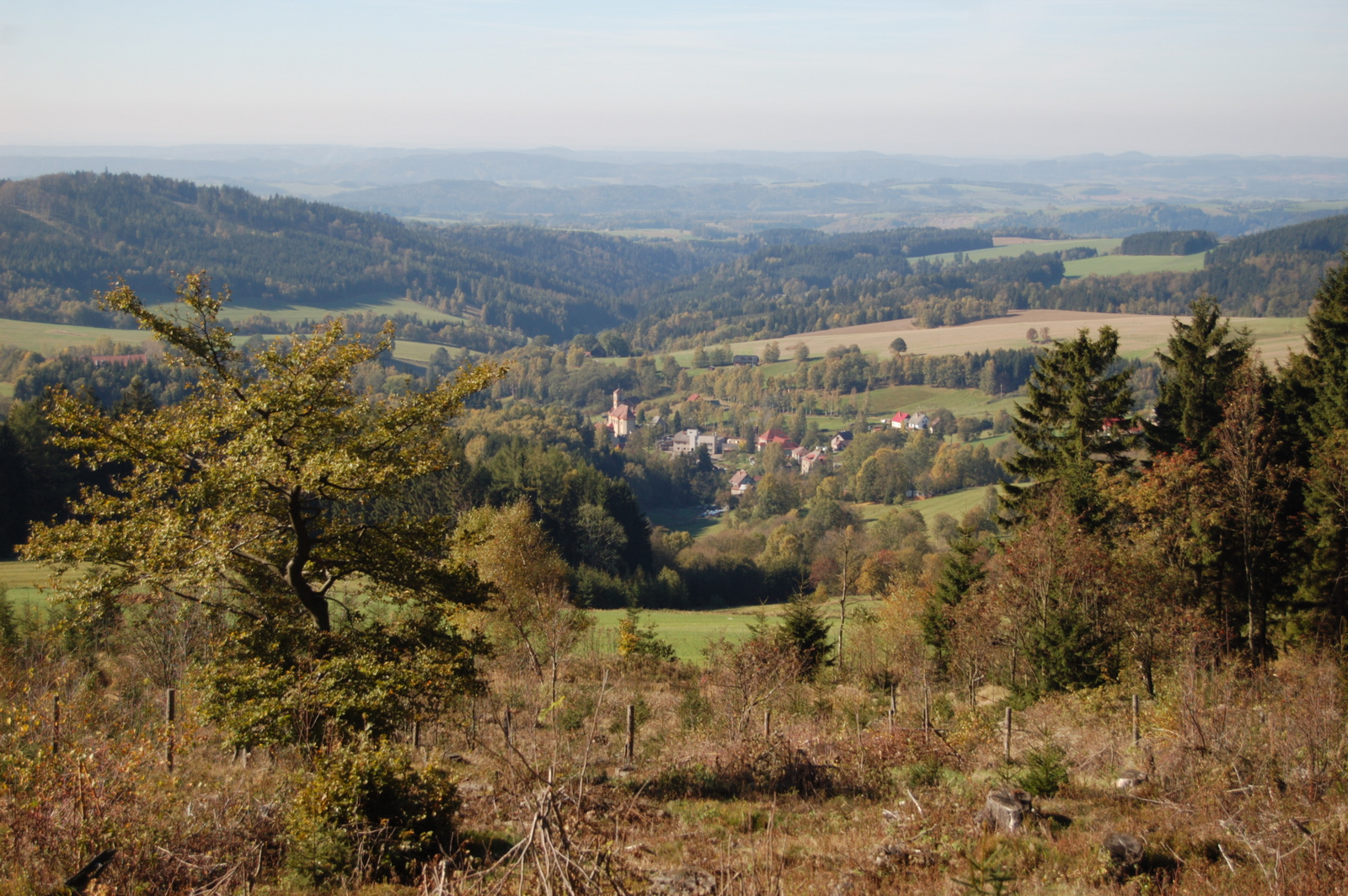
Vue d'Orlicky depuis la route de Suchý vrch.

La commune est limitée par Těchonín au nord, par Králíky au nord-est, par Červená Voda à l'est, par Čenkovice et Bystřec au sud, par Jablonné nad Orlicí à l'ouest et par Jamné nad Orlicí à l'ouest et au nord-ouest.

## Histoire
La première mention écrite de la localité date de 1588.

## Transports
Par la route, Orličky se trouve à 6,6 km de Jablonné nad Orlicí, à 29 km d'Ústí nad Orlicí, à 86 km de Pardubice et à 192 km de Prague. 